# Gavotte

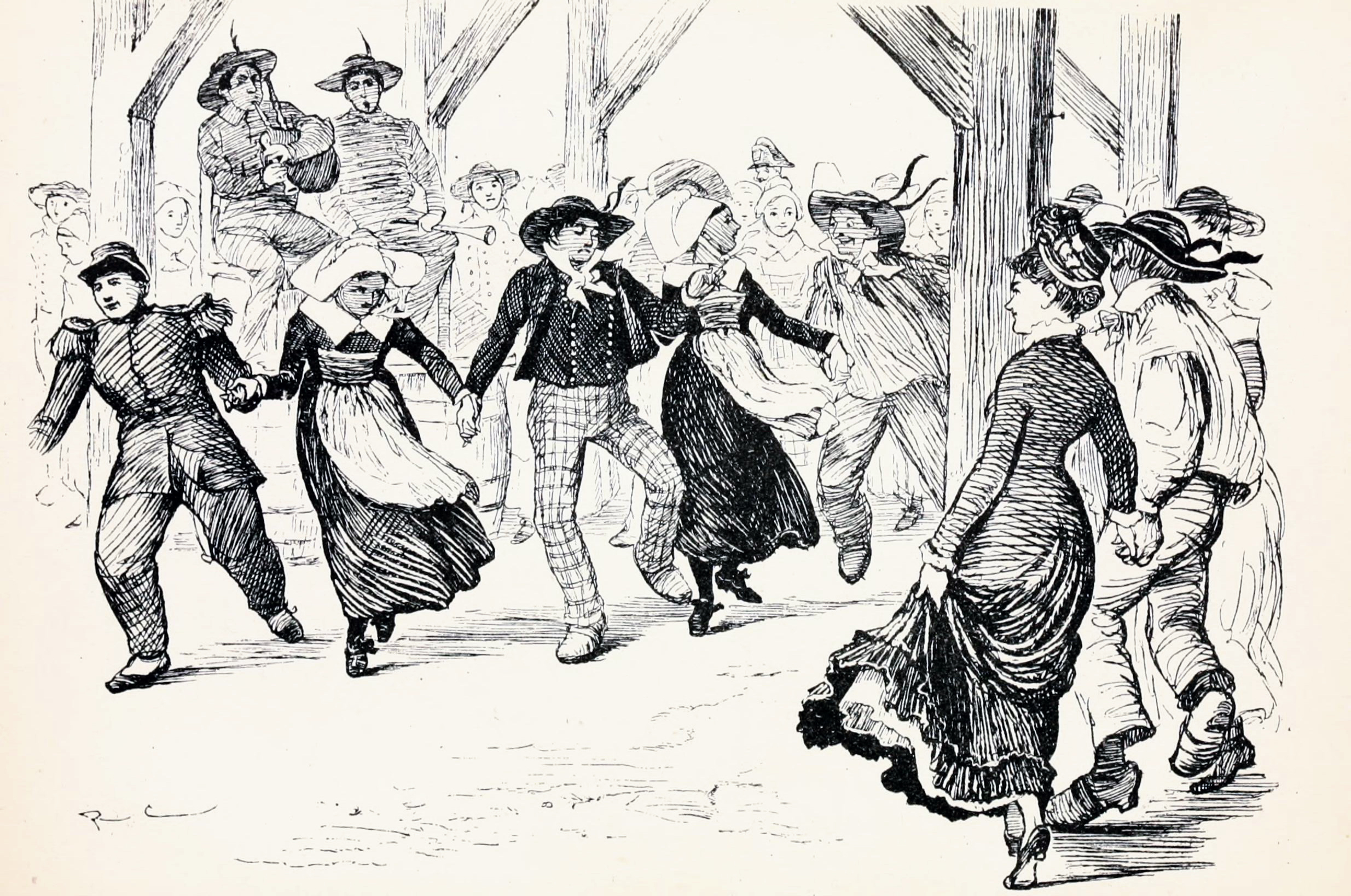
Gavotte

De gavotte is een historische Franse dans in tweedelige maatsoort met opmaat.
De naam gavotte is van oorsprong een scheldnaam voor de bewoners van de Franse Alpen; het woord is een afleiding van het Occitaanse gava (= krop). Kropgezwellen kwamen in het verleden bij de Alpenbewoners veelvuldig voor. Uit hun regio komt deze dans dan ook van oorsprong.
In de zeventiende en vooral de achttiende eeuw werd de gavotte een populaire dans bij de Franse adel en gingen klassieke componisten ook gavottes schrijven. De dans was praktisch gelijk aan de bourree, het verschil zat over het algemeen in een iets sneller tempo en een grilligere melodie. Behalve in de voor de dans bedoelde muziek komt de gavotte ook veel voor in suites, opeenvolgingen van op gestileerde dansen gebaseerde stukken.
De gavotte leeft nog steeds voort als volksdans in geheel Frankrijk.

## Voorbeeld

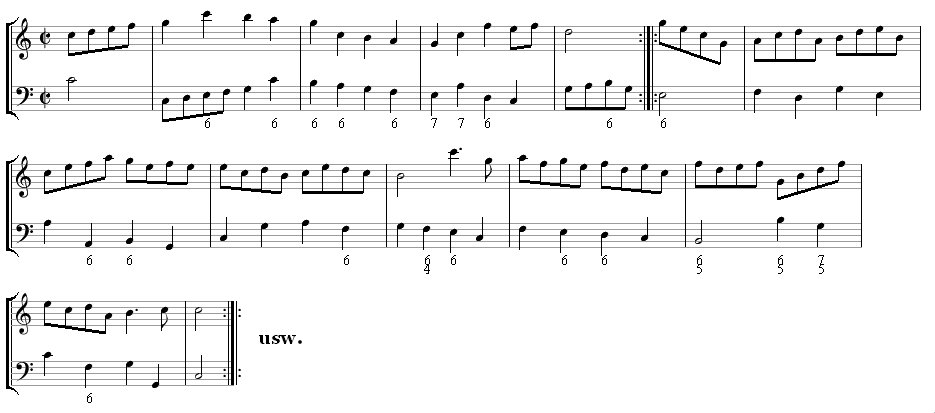
"A Tempo di Gavotti" van Georg Friedrich Händel